# Dom von Ascoli Piceno

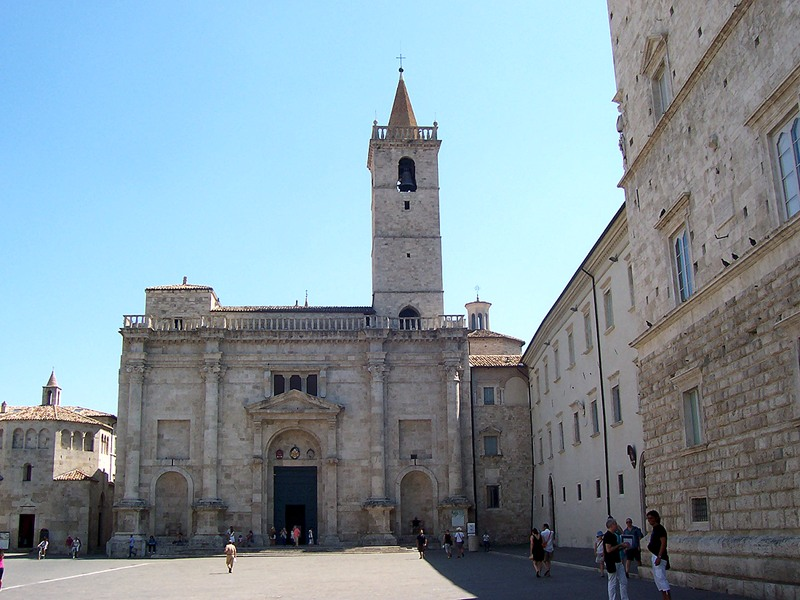
Dom und Baptisterium in Ascoli

Der Dom Sant’Emidio in der italienischen Provinzhauptstadt Ascoli Piceno ist die Kathedrale des gleichnamigen Bistums. Vom romanischen Ursprungsbau ist durch Veränderungen des 15. und 19. Jahrhunderts außer in der Krypta kaum noch etwas zu erkennen. Bedeutendstes Ausstattungsobjekt ist ein vielteiliges Retabel von Carlo Crivelli. 1857 verlieh Papst Pius IX. dem Dom zusätzlich den Titel einer Basilica minor. Die Kirche wurde 1890 mit dem Baptisterium zum Nationaldenkmal erklärt.

## Außenbau
Eine Schmalseite der Piazza Arringo wird von der 1529 bis 1539 aus Travertin errichteten breit-rechteckigen Fassade des Doms dominiert. Ihre korinthische Kolossalordnung ist „auf den Eindruck einer schlichten, robusten, aber wirkungsvollen Simplizität hin konzipiert“. Nur einer der beiden geplanten Westtürme wurde vollendet. Auf der Nordseite des Langhauses wechseln klassische Renaissance-Lisenen mit gotischen Maßwerkfenstern ab. Die „Musenpforte“, ein Portal in Renaissanceformen, umrahmt eine auf 1496 datierte Kassettentür.

## Inneres und Ausstattung

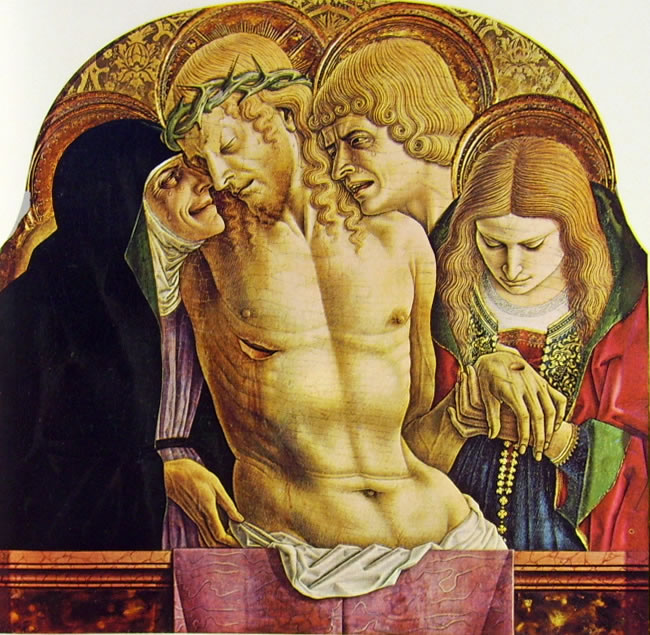
Beweinung Christi, Detail aus dem Retabel von Crivelli, 1473

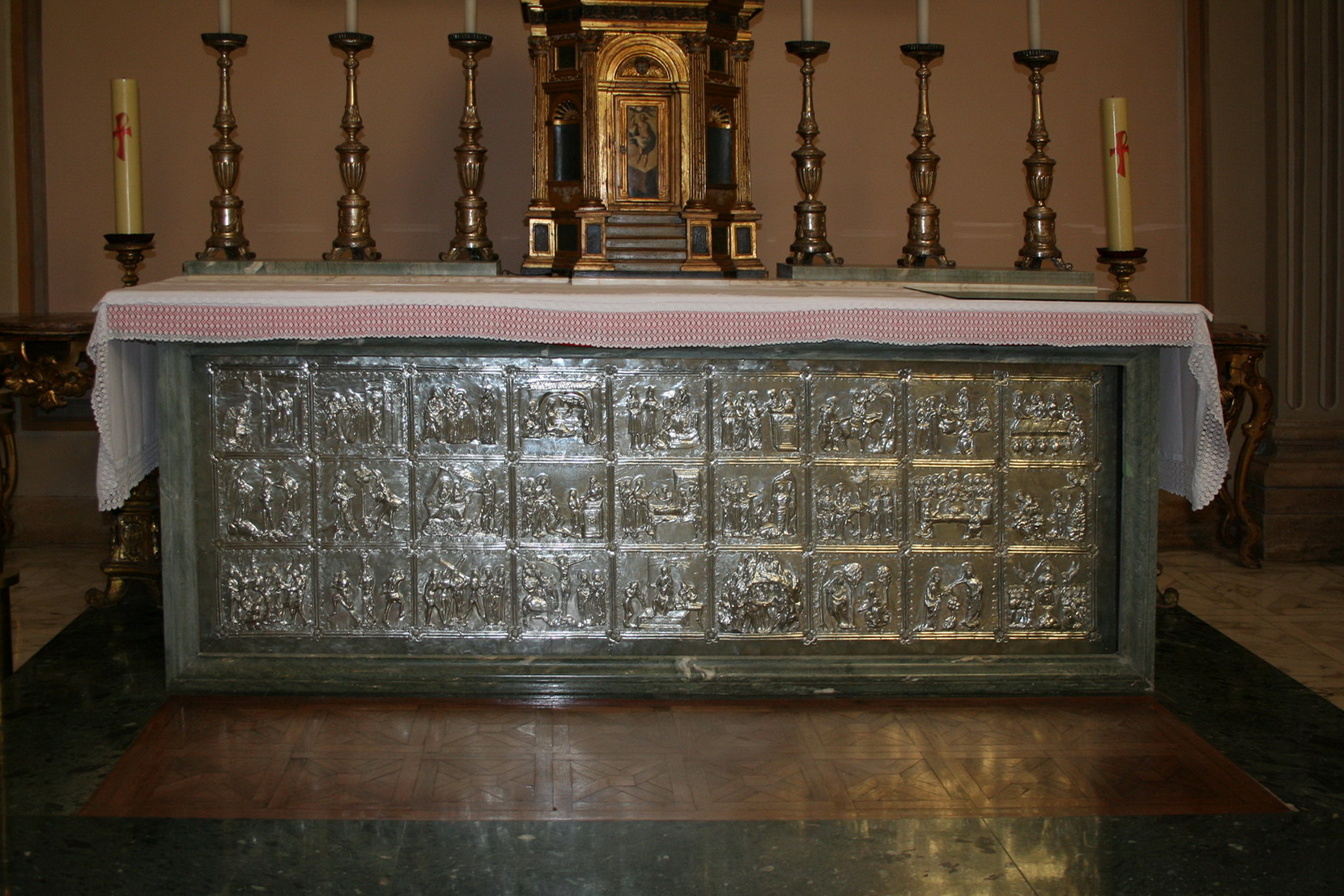
Silbernes Antependium

Die dreischiffige Hallenkirche mit achteckiger Kuppel über der Vierung ist in ihrer Struktur ein spätgotischer Umbau (nach 1482) eines romanischen Ursprungsbaus, überformt von Dekorationen des 19. Jahrhunderts.
Das bedeutendste Ausstattungsstück ist ein Altarbild in Form eines Polyptichons, das sich in einer Kapelle der rechten Seite befindet. Das Retabel ist ein Hauptwerk des venezianisch geschulten Carlo Crivelli und wurde 1473 vollendet. Dargestellt sind mehrere Heilige, die in hochrechteckiger Felderteilung in drei Registern um das Mittelbild mit der thronenden Gottesmutter angeordnet sind. Gotische und renaissancehafte Elemente stellen in Rahmung und Malerei dieses bedeutenden Werkes eine Einheit dar.
Der Hochaltar aus dem 19. Jahrhundert integriert in seiner Mensa ältere Teile, zum Beispiel Platten in Sgraffito-Technik (vgl. ähnliche im Dom von Ancona).
Das Chorgestühl in der Apsis ist der spätestgotischen Stilphase am Ende des 15. Jahrhunderts entsprechend mit aufwendiger Ornamentik gestaltet, wobei die seitlichen Sitze schon modernere Motive zeigen als die mittleren.
Auf dem silbernen Antependium aus dem 14. Jahrhundert, einem über zweieinhalb Meter breiten Altarvorsatz, stellen 27 Reliefs Szenen aus dem Leben Jesu dar.

## Krypta
In der elfschiffige Krypta befinden sich sowohl Spolien aus romanischer Zeit als auch barocke Umgestaltungen. In einem Altar, der aus einem römischen Sarkophag besteht, sind die Reliquien des hl. Emidius beigesetzt, dem Patron der Stadt. Die plastische Darstellung des taufenden Heiligen dahinter ist auf 1718 datiert.

## Baptisterium
Zum Dombezirk gehört auch das achteckige Baptisterium, das wohl im 12. Jahrhundert errichtet wurde. Es befindet sich auf der anderen Straßenseite gegenüber der Nordseite der Kathedrale. Das Baptisterium ist nicht immer öffentlich zugänglich.